# Escadrille SPA 81
L'escadrille SPA 81 est une unité de l'Armée de l'air française créée fin 1916 qui a la particularité de ne jamais avoir été dissoute. Elle reste active en 2014 au sein de l'escadron de chasse 2/4 La Fayette basé à Saint Dizier à partir de septembre 2018.

## N 81
Formée à Pau sous les ordres du capitaine Mandinaud et équipée de chasseurs Nieuport 11 « Bébé » et Nieuport 17, la 81e escadrille française fut officiellement créée le 26 décembre 1916 à Villacoublay. Transférée à Fontaine, près de Belfort, le 24 janvier 1917, elle est immédiatement opposée à deux Albatros. À l’issue d’un violent combat, le caporal Plaisir obtient la première victoire de l’escadrille. En mars 1917, elle fait mouvement sur Chaux pour y recevoir des SPAD S.VII. Le 10 mars, elle perd son premier pilote et son chef, le capitaine Mandinaud.

## SPA 81

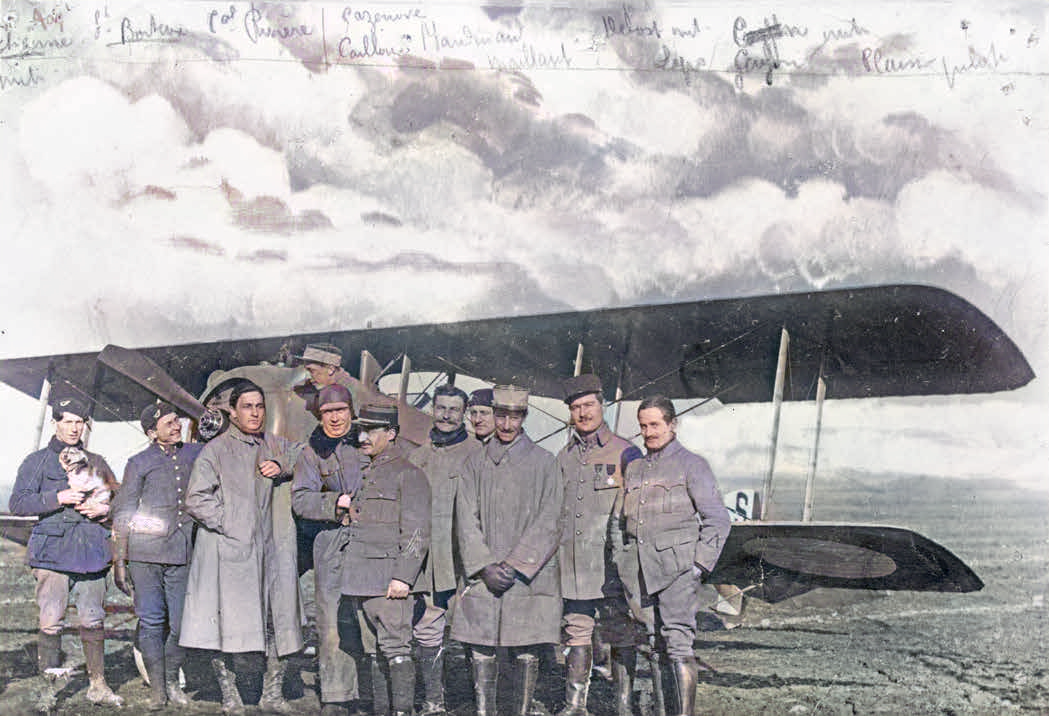
Les pilotes de l'escadrille N81 en janvier 1917, posent devant leur premier SPAD VII. Pierre de Cazenove de Pradines tente de monter sur le moteur du SPAD. Au sol, les autres membres de l'unité, de gauche à droite : Félix Estienne (mitrailleur), Xavier Boiteux-Levret (tué au combat le 24 avril 1917), Maurice Rivière (disparu au combat le 25 février 1917), Henri Caillou (tué dans un accident le 19 avril 1917), Maurice Mandinaud (commandant, 1 victoire + 1 probable, tué au combat le 10 mars 1917), Georges Maillan (1 victoire, quitte l'unité le 25 juillet 1917), Joseph Deboste (mitrailleur), Jacques Leps (futur commandant, 12 victoires et 4 probables), Aimable Gayon (mitrailleur), Achille Plaisir (1 victoire, blessé au combat le 16 mars 1917 et quitte l'unité).

Rattachée au Groupe de Chasse 15 le 17 avril 1917, elle passe le 25 juillet dans le secteur de Verdun. Les SPAD de la 81e escadrille étaient initialement reconnaissables à deux bandes obliques rouges encadrant une bande blanche, apposées sur le plan supérieur et le fuselage. Les insignes personnels étaient naturellement d’usage. Or, le 13 janvier 1918, le lieutenant Leps prend le commandement de l’escadrille. Un volontaire américain, le caporal Bayne, propose alors d’utiliser l’insigne personnel du lieutenant André Herbelin, un lévrier poursuivant un lièvre portant une Croix de fer. En effet Lièvre se dit en latin Lepus, ce qui constitue un jeu de mots à partir du patronyme du commandant de l’escadrille. Finalement, le lapin disparaît et le lévrier devient officiellement l’insigne de l’escadrille.
Le 26 mars 1918, l’armée allemande lance sa dernière grande offensive. En formation serrée, la SPA 81 se charge des ballons d’observation allemands. Entre avril et octobre 1918, elle abat 50 avions ennemis, dont 30 homologués, pour la perte d’un seul pilote, ce qui lui vaut deux citations à l’ordre de l’armée le 4 octobre 1918 et la Croix de guerre le 7 octobre. Elle se trouve à Melette le 11 novembre 1918 avec une dotation mixte de SPAD S.VII et S.XIII.

## Bilan de la Première Guerre mondiale
La SPA 81 termine donc la guerre avec 88 victoires homologuées, ses principaux pilotes étant Adrien Leps (12 victoires), Marcel Hugues (12 victoires), André Herbelin (10 victoires), Henri Perronneau (10 victoires), Marcel Dhôme (9 victoires), Pierre de Cazenove de Pradines (7 victoires).

## L'Entre-deux-guerres
Le lendemain de l’armistice, la 81e escadrille passe à Gondreville, puis à Azelot le 8 décembre et à Bad Kreuznach (Planing) en mai 1919 et à Hofheim am Taunus le 11 août. Le 1er janvier 1920, elle devient 2e escadrille du 1er régiment aérien de chasse de Thionville (Ier groupe). Elle est alors entièrement équipée de SPAD S.XIII.
Devenue 6e escadrille du 33e régiment aérien mixte de Mayence (IIe groupe) le 1er juin 1924 après rééquipement sur Nieuport NiD.29 puis 9e escadrille (IIIe groupe) du 3e régiment aérien de chasse de Châteauroux le 1er juillet 1930, il fut rééquipé sur Nieuport NiD.62 avant de devenir la 4e escadrille du GC II/3 le 19 septembre 1933. Son histoire se confond alors avec celle de ce groupe.

## Aujourd'hui
Le 1er juillet 1947, le Groupe de chasse II/3 est dissous, remplacé par le Groupe de chasse 1/4 Dauphiné. Le Dauphiné était opérationnel sur Mirage 2000N et stationnait sur la base de Luxeuil.
Le 29 juin 2010, les traditions de l'escadron de chasse 01.004 /4 Dauphiné sont mises en sommeil lors d'une cérémonie officielle en présence des plus hautes autorités de l'armée de l'air.
En septembre 2011, l'escadrille SPA 81 rejoint l'escadron de chasse 02.004 "LaFayette" dont les traditions ont été transférées sur la BA 125 d'Istres et y côtoie les escadrilles N 124 « Sioux », SPA 167 « Cigogne de Romanet » dite « Canard » et SPA 96 « Gaulois » issue de l'escadron de chasse 3/4 « Limousin ».
Afin de préparer le passage de la dissuasion aéroportée au "tout Rafale" avant la mise à la retraite du vénérable Mirage 2000N, la SPA81 rejoint l'escadron 5/4 en 2017 (avec la SPA167), qui fut créé afin d'assurer la mise en service opérationnelle de l'EC 02.004 La Fayette sur Rafale en août 2018.
Ses deux escadrilles "sœurs" du sud la rejoignent le 28 août 2018. Depuis ce jour, la SPA81 est la 3e escadrille de l'EC 02.004 "La Fayette" à St-Dizier. Elle s'y montre particulièrement active afin de perpétuer la tradition de ses glorieux ancêtres.
Il est intéressant de noter que l'un de ses membres a peint sur un hangar agricole appartenant à sa famille un immense "clébard" d'une dizaine de mètres de long afin de gagner sa place au sein de la SPA81. Cette fresque est même visible sur les sites de visualisations satellites !

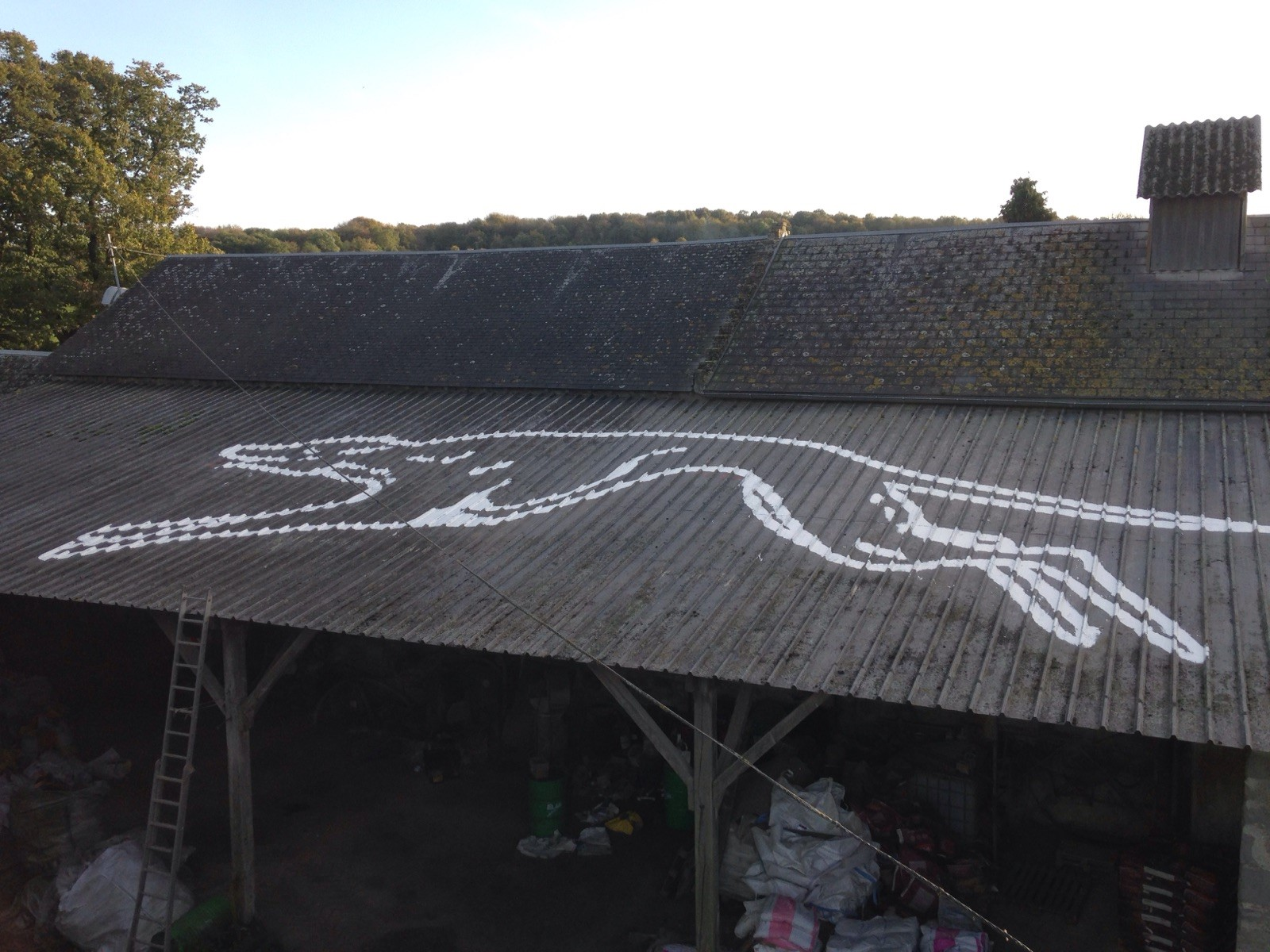
"Clébard" sur un hangar.